# Antíoco III el Grande
Antíoco III el Grande (en griego: Ἀντίoχoς Μέγας, Antíochos Mégas) (241 a. C. - 187 a. C.), de la dinastía seléucida, fue rey del Imperio seléucida desde el 223 al 187 a. C. Era hijo de Seleuco II Calínico. Sucedió a su hermano Seleuco III Sóter Cerauno, que había sido asesinado por sus generales en una expedición en la región de los montes Tauro, en Asia Menor. En ese momento él se encontraba en Babilonia.
Su reinado fue el último gran intento de restaurar el Imperio seléucida al nivel de gran potencia. El imperio empezó su decadencia en los últimos años de su abuelo Antíoco II, en el cual se produjeron la separación de Bactriana bajo el sátrapa Diodoto y de Partia bajo Andrágoras.

## Contexto histórico
La alianza entre Ptolomeo II y Antíoco II se selló con una boda entre Antíoco y Berenice, hija de Ptolomeo. Tuvieron un hijo llamado Ptolomeo Antíoco, el cual gracias a la influencia de su gran abuelo, fue proclamado heredero. Pero tras la muerte de Filadelfo, Laódice, primera esposa de Antíoco II, madre de Seleuco Calínico y abuela de Antíoco III, desheredó a Berenice y a su hijo. Berenice llamó en su ayuda a su hermano y nuevo rey de Egipto, Ptolomeo III Evergetes. Pero para evitar problemas Ladioce asesinó a Berenice y a su hijo. Antíoco II cayó en su conjura. Ladioce colocó como herederos a sus hijos Seleuco II Calínico y Antíoco Hierax, padre y tío de Antíoco III respectivamente.
Ptolomeo III saqueó toda Siria y Mesopotamia, debilitando así la posición de Seleuco II, tras lo cual su hermano Antíoco Hierax se proclamó independiente con ayuda de los principados de Anatolia y los gálatas, y empezó una guerra civil en el imperio. Las guerras entre el padre y el tío de Antíoco minaron a Seleucia, algo que no acabó tras el asesinato de Antíoco Hierax y la muerte de Seleuco Calínico.
Seleuco III, su hermano, intentó reconquistar las regiones orientales. Pero se enfrentó a los soberanos, generales y gálatas partidarios de los intentos independentistas de su tío Antíoco Hierax. A consecuencia de una conjura, Seleuco III fue asesinado y su hermano menor subió al trono.

## Ascenso al trono
Al ascender al trono contaba con 18 años, por lo que dada su inexperiencia, empezó por delegar poderes. El general Aqueo fue encargado de recuperar Asia Menor, mientras que las satrapías de Media y Persia fueron confiadas a otros dos militares, los hermanos Molón y Alejandro.
La campaña de Aqueo fue un éxito, ya que derrotó a Átalo I y le obligó a volver a sus anteriores fronteras del reino de Pérgamo. En cambio, Molón se rebeló en 222 a. C., y Antíoco tuvo que intervenir personalmente para sofocar la rebelión. Aqueo, viendo al rey comprometido en Babilonia, se rebeló también, ocupando Antioquía, pero viendo que perdía el apoyo popular, fingió seguir siendo fiel, y Antíoco le permitió seguir en su provincia.

## Guerras con Egipto

El Imperio de Antíoco III en 225 a. C. y su expansión hasta 194 a. C.

Mantuvo una guerra contra el rey de Egipto Ptolomeo IV Filopator, conocida como «cuarta guerra siria». El ejército de Antíoco se presentó a las puertas de Egipto con 62 000 soldados de a pie, 6000 jinetes y 102 elefantes; mientras que el ejército egipcio estaba formado por una falange de 20 000 egipcios, mercenarios gálatas y tracios y 73 elefantes africanos. El encuentro decisivo se produjo en Rafia (al sur de lo que actualmente se conoce como la Franja de Gaza), en el cual el ejército de Ptolomeo ganó la batalla.

## Campaña en Asia Menor
En 216 a. C., Antíoco marchó contra el oeste de Anatolia para sofocar la rebelión de su primo Aqueo, al que derrotó y ejecutó dos años después. La ciudadela resistió un año más bajo la viuda de Aqueo, Laódice, hasta su rendición.
Habiendo recuperado la parte central de Asia Menor, aunque el gobierno seléucida debía tolerar las dinastías de Pérgamo, Bitinia y Capadocia, Antíoco se centró en recobrar las provincias del norte y este. Obligó a Jerjes de Armenia a reconocer su supremacía en 212 a. C.

## Campaña bactriana y expedición a la India
En 209 a. C., Antíoco invadió Partia, ocupó su capital, Hecatompylos, y llegó hasta Hircania. El rey parto Arsaces II llegó a un acuerdo para firmar un acuerdo de paz. Luego pasó a Bactriana, donde el rey del Reino grecobactriano, Eutidemo I había suplantado a los rebeldes originales. Eutidemo fue derrotado por Antíoco en la Batalla del Ario, pero después de sufrir asedio en su capital, Bactra, obtuvo una paz honorable, por la cual, Antíoco prometió la mano de una de sus hijas al hijo de Eutidemo, Demetrio I.
Antíoco, siguiendo los pasos de Alejandro Magno, cruzó el valle de Kabul, alcanzando el reino indio de Sofagaseno, y volvió por Sistán y Carmania (206/205 a. C.). Según el relato de Polibio:

Cruzó el Cáucaso (Hindu Kush) y descendió a la India; renovó su amistad con Sophagasenus, el rey los indios; recibió más elefantes, hasta completar ciento cincuenta; y habiendo aprovisionado a sus tropas, partió con su ejército, dejando a Andróstenes de Cícico la tarea de llevar a casa el tesoro que este rey había acordado concederle.

## Campañas en Persia y Celesiria
Desde Seleucia del Tigris llevó una expedición al Golfo Pérsico contra una tribu de la costa arábiga (205/204 a. C.). Antíoco parecía haber restaurado el Imperio Seléucida en el este, lo que le proporcionó el título de «el Grande». En 205/204 a. C. el niño Ptolomeo V accedió al trono de Egipto, y Antíoco , según Polibio, concluyó un pacto secreto con Filipo V de Macedonia para el reparto de las posesiones ptolemaicas. Según los términos del pacto, Macedonia recibiría las posesiones próximas al mar Egeo, más Cirene, y Antíoco anexionaría Chipre y Egipto.
Así comenzó la quinta guerra siria (202 al 200 a. C.). Una vez más, Antíoco atacó la provincia ptolemaica de Celesiria y Fenicia, y en 199 a. C. parece haber tomado posesión de ellas, antes de que el jefe Etolio Escopas las recuperara para Ptolomeo. Pero esta recuperación fue breve, pues en 198 a. C., Antíoco derrotó a Escopas en la Batalla de Panio, cerca de las fuentes del Jordán, una batalla que marca el final del dominio ptolemaico en Judea.

## La guerra con Roma

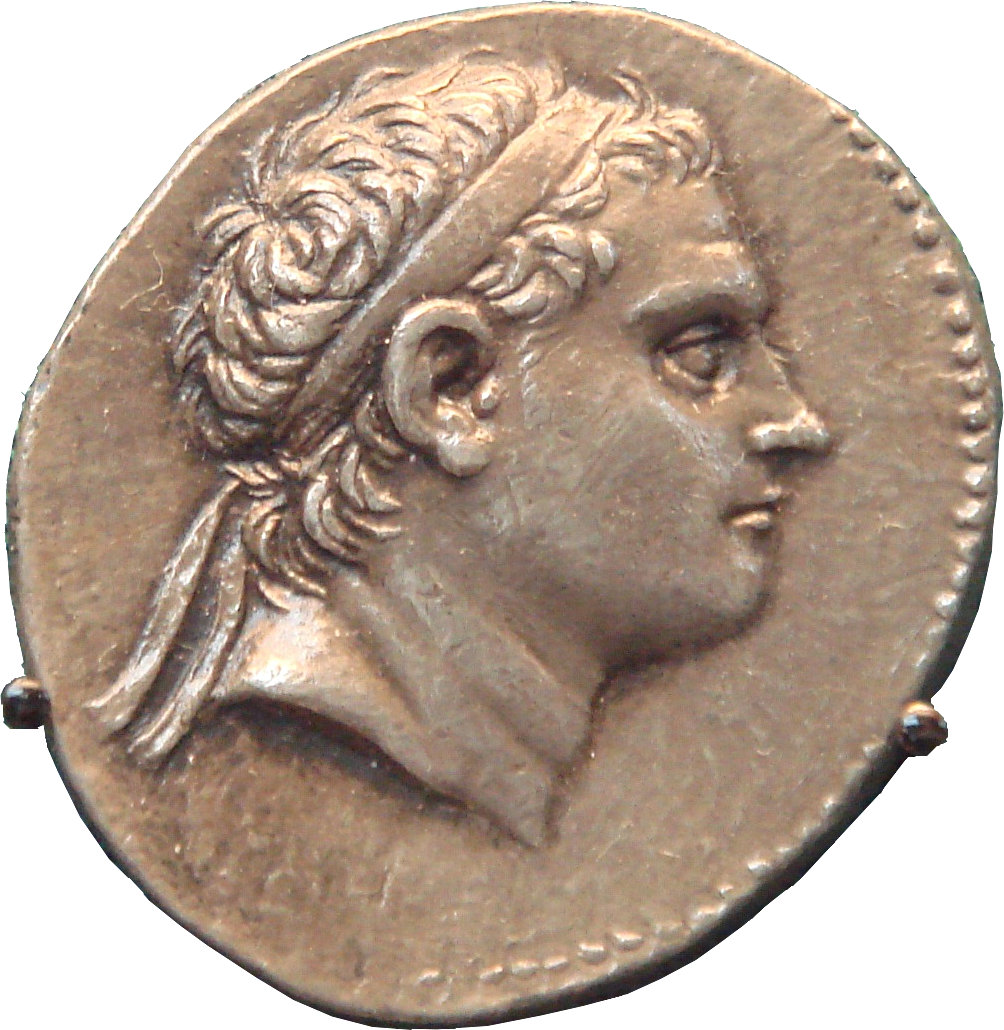
Moneda de plata de Antíoco III.

El último intento de Antíoco por expandir sus fronteras resultó en fracaso, contra un pueblo que comenzaba a desplegar su poder: Roma. Fue derrotado por dos veces, en las Termópilas (191 a. C.) y en la batalla de Magnesia del 190 a. C., contra el general romano Lucio Cornelio Escipión Asiático. Esto representó el declive de su reinado: se vio obligado a ceder todas las tierras situadas al norte de los montes Tauro en Asia Menor, además de afrontar el pago de un gran tributo.

## Caída y muerte
Antíoco murió asesinado en Elimaida, cerca de la ciudad de Susa, en el año 187 a. C., cuando fue sorprendido al querer robar los tesoros de un templo de Baal, tan necesitado se veía de recursos. Le sucedió su hijo Seleuco IV Filopátor.